# Satsuma (thiết giáp hạm Nhật)
Satsuma (tiếng Nhật: 薩摩
) là một thiết giáp hạm thuộc thế hệ bán-dreadnought của Hải quân Đế quốc Nhật Bản, được thiết kế và chế tạo ngay tại Nhật Bản bởi xưởng hải quân Yokosuka. Tên của nó được đặt theo tỉnh Satsuma cũ, ngày nay là một phần của tỉnh Kagoshima. Một số sử gia hải quân xem chiếc thiết giáp hạm Aki là con tàu chị em với nó, cho dù Aki khác biệt đáng kể về động lực và kiểu dáng.

## Thiết kế và chế tạo
Việc cung cấp tài chính để chế tạo Satsuma được chấp thuận như một phần của ngân sách khẩn cấp năm 1904 dành cho cuộc Chiến tranh Nga-Nhật, và nó là chiếc thiết giáp hạm đầu tiên của Nhật Bản được thiết kế và chế tạo ngay tại Nhật Bản, cho dù thiết kế về căn bản dựa trên một phiên bản cải tiến của lớp thiết giáp hạm Lord Nelson Hải quân Hoàng gia Anh, và nhiều linh kiện có nguồn gốc từ Anh Quốc

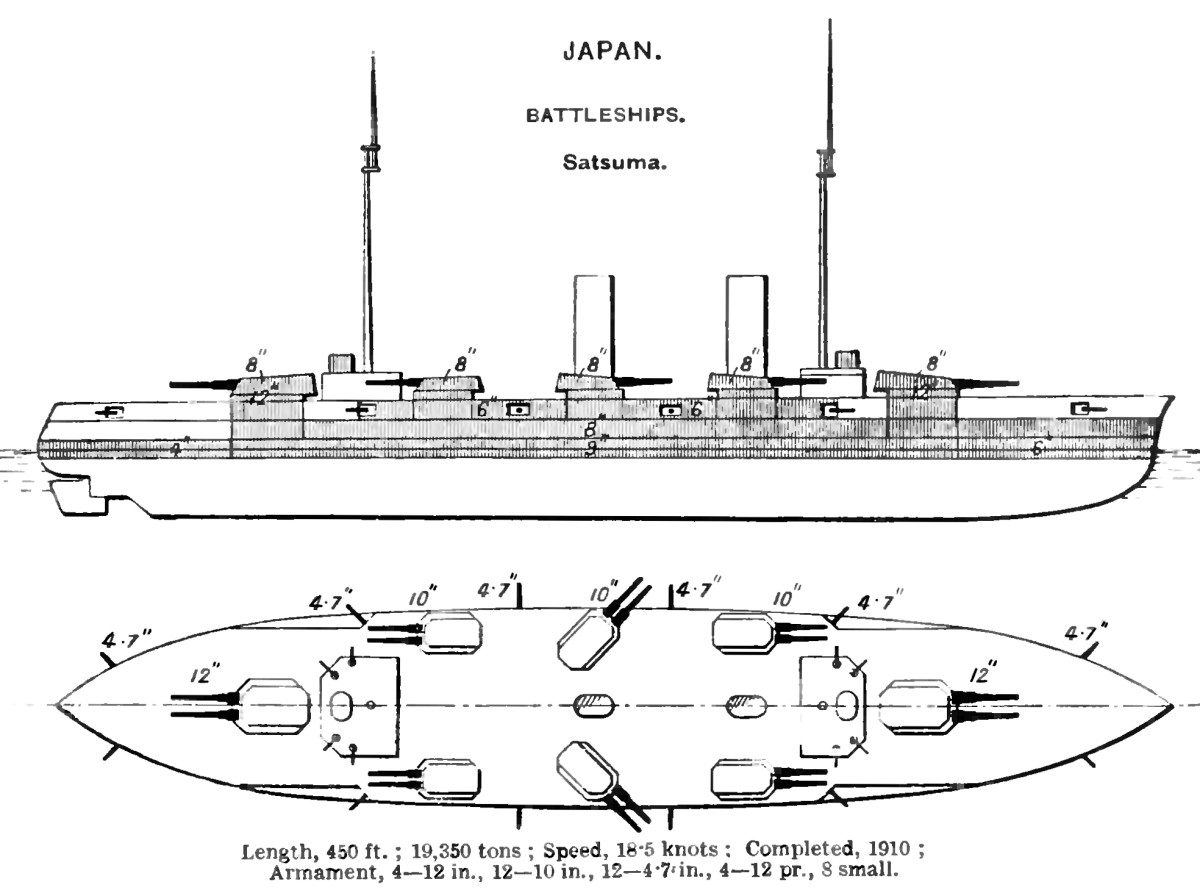
Sơ đồ nhìn từ mạn phải và sàn tàu như được mô tả trong Brassey's Naval Annual 1923

Satsuma là con tàu đầu tiên trên thế giới được thiết kế và đặt lườn như một thiết giáp hạm toàn súng lớn, nhưng việc thiếu hụt hải pháo đã khiến cho thiết giáp hạm Anh Quốc HMS Dreadnought trở thành chiếc đầu tiên được hoàn tất. Nó cũng là chiếc tàu chiến lớn nhất thế giới vào lúc nó được hạ thủy dưới sự chứng kiến của Nhật hoàng Meiji
Cuộc chiến tranh Nga-Nhật (1904– 1905) và trận hải chiến Tsushima (1905) đã cho thấy các khẩu pháo lớn với cỡ nòng đồng nhất là cách tốt nhất để đối phó lại tàu chiến đối phương ở khoảng cách đủ xa để tránh nguy cơ ngư lôi, và để phối hợp hỏa lực với các loạt bắn đồng nhất.
Được đặt lườn trước chiếc Dreadnought và được dự định trang bị hải pháo cỡ nòng 305 mm (12 inch), nó có thể đã được hoàn tất như là chiếc thiết giáp hạm toàn súng lớn đầu tiên trên thế giới. Tuy nhiên do không có đủ hải pháo kiểu Armstrong 1904 cỡ 12 inch, loại pháo 253 mm (10 inch) đã được sử dụng thay thế ngoại trừ bốn khẩu. Điều này đã khiến cho tất cả các thiết giáp hạm toàn súng lớn sau này được gọi là kiểu "dreadnought" mà không phải là kiểu "satsuma".
Cả chiếc Satsuma lẫn chiếc thiết giáp hạm toàn súng lớn USS South Carolina (BB-26) năm 1908 đều không có được kỹ thuật hàng hải tiên tiến của Anh Quốc, đó là việc thay đổi động lực từ kiểu động cơ hơi nước ba buồng bành trướng đặt dọc sang kiểu turbine hơi nước.

## Lịch sử hoạt động
Sau khi được đưa vào hoạt động tại Yokosuka vào ngày 25 tháng 3 năm 1906, Satsuma được phân về Hạm đội 1. Satsuma từng tham gia Chiến tranh Thế giới thứ nhất, và được giao nhiệm vụ tuần tra các con đường vận chuyển hàng hải phía Nam Nhật Bản, tại biển Nam Trung Quốc và Hoàng Hải, hỗ trợ cho việc chiếm đóng quần đảo Caroline vốn là thuộc địa của Đức. Nó cũng tham gia trận Tsingtao.
Sau chiến tranh, Satsuma được sử dụng như một tàu chiến hỗ trợ, bảo vệ cho cuộc đổ bộ quân đội Nhật vào miền Viễn Đông nước Nga trong sự kiện Nhật can thiệp Siberi.
Theo những thỏa thuận của Hiệp ước Hải quân Washington năm 1922, Satsuma bị tháo dỡ và sử dụng như một mục tiêu tác xạ. Nó bị đánh chìm tại vị trí 56 km (30 hải lý) Đông Bắc Miyakejima bởi hải pháo của những chiếc thiết giáp hạm Kongō và Hyūga vào ngày 7 tháng 9 năm 1924.

## Những hình ảnh

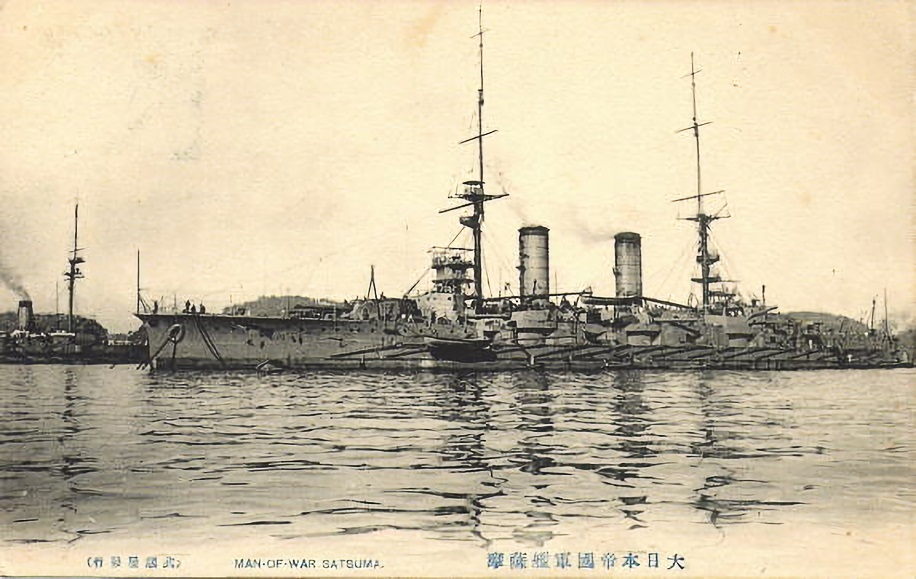
Satsuma trong một tấm bưu thiếp cũ